# Eric Weinrich
Eric John Weinrich (* 19. Dezember 1966 in Roanoke, Virginia) ist ein ehemaliger US-amerikanischer Eishockeyspieler und derzeitiger -trainer, der während seiner Karriere insgesamt 1238 Partien für die New Jersey Devils, Hartford Whalers, Chicago Blackhawks, Canadiens de Montréal, Boston Bruins, Philadelphia Flyers, St. Louis Blues und Vancouver Canucks in der National Hockey League gespielt hat. Derzeit ist er als Assistenztrainer bei den Portland Pirates aus der American Hockey League angestellt. Seine Brüder Alexander und Jason waren ebenfalls professionelle Eishockeyspieler.

## Karriere
Weinrich spielte zunächst von 1983 bis 1985 Eishockey an der North Yarmouth Academy im High-School-Ligensystem der Vereinigten Staaten. Während dieser Zeit wurde er beim NHL Entry Draft 1984 in der neunten Runde von den Buffalo Sabres ausgewählt. Da Weinrich noch zu jung für den Entry Draft war, wurde die Wahl für nichtig erklärt. Ein Jahr später, beim NHL Entry Draft 1985, war der Defensivakteur erstmals regelkonform für den Draft zugelassen und wurde in der zweiten Runde an Position 32 von den New Jersey Devils selektiert. In den folgenden drei Spielzeiten war der US-Amerikaner hauptsächlich für die Eishockeymannschaft der University of Maine aktiv, für die Weinrich in der Hockey East auflief. Während der Saison 1988/89 debütierte er für die New Jersey Devils in der NHL, spielte jedoch vorwiegend für deren Farmteam, die Utica Devils, in der American Hockey League. Einer guten Rookiesaison folgte in der Spielzeit 1989/90 eine ausgezeichnete Saison bei den Utica Devils in der AHL, als Weinrich in 57 Partien zwölf Tore erzielte und 48 Assists verbuchte. Seine überzeugenden Leistungen wurden zum Saisonende mit dem Eddie Shore Award als bester Verteidiger des Jahres sowie der Nominierung ins First All-Star Team der Liga gewürdigt. Zur folgenden Spielzeit fand Weinrich Aufnahme in den NHL-Kader der Devils und es gelang ihm auf Anhieb der Durchbruch in der National Hockey League, sodass er zum Saisonende ins NHL All-Rookie Team gewählt wurde.

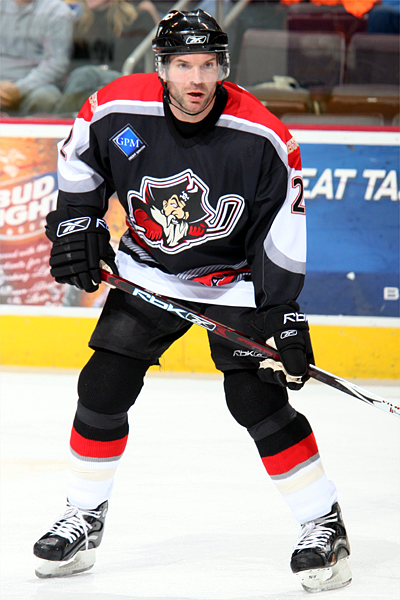
Eric Weinrich (2007)

Nach einer weiteren guten Spielzeit bei den Devils gaben ihn diese am 28. August 1992 in einem Tauschhandel gemeinsam mit Sean Burke an die Hartford Whalers ab und erhielten Bobby Holík sowie ein Zweitrunden-Wahlrecht im NHL Entry Draft 1993. In Hartford verweilte der Verteidiger etwas mehr als ein Jahr, bevor er im November 1993 gemeinsam mit Patrick Poulin für Steve Larmer und Bryan Marchment zu den Chicago Blackhawks transferiert wurde. In Chicago war der Verteidiger fünf Spielzeiten als Stammspieler gesetzt und erreichte in der verkürzt ausgetragenen Saison 1994/95 mit den Blackhawks die Conference Finals, in denen sie an den Detroit Red Wings scheiterten. Im November 1998 wurde Weinrich in einem Tauschhandel, welches insgesamt sechs Spieler umfasste, an die Canadiens de Montréal abgegeben. Zu Beginn der Saison 2000/01 war Weinrich kurzfristig als Mannschaftskapitän der Habs tätig, da Saku Koivu aufgrund einer Verletzung spieluntauglich war. Für die Canadiens absolvierte der Defensivakteur 60 NHL-Spiele, bevor ihn diese im Februar 2001 im Austausch für Patrick Traverse zu den Boston Bruins transferierten. Für die Bruins stand der US-Amerikaner bis zum Saisonende in 22 Begegnungen auf dem Eis, erhielt im Anschluss keinen neuen Vertrag und unterzeichnete im Juli 2001 als Free Agent bei den Philadelphia Flyers. Während seines Engagements in Philadelphia erreichte Weinrich die Marke von 1000 NHL-Spielen während der regulären Saison. Im Verlauf der Saison 2003/04 folgte ein Transfer zu den St. Louis Blues, bei denen der Verteidiger die Saison beendete.
Die folgende Spielzeit, in der durch ein Lockout der Spielbetrieb in der NHL ausfiel, ging der US-Amerikaner auf Vereinsebene für den EC VSV in der österreichischen Eishockey-Liga aufs Eis und erreichte mit diesem die Vizemeisterschaft in Österreich, nachdem er mit dem EC VSV in sieben Begegnungen den Vienna Capitals unterlegen war. Als zur folgenden Saison der Spielbetrieb in der NHL wieder aufgenommen wurde, stand Weinrich erneut für die St. Louis Blues auf dem Eis. Diese gaben ihn zur Trade Deadline am 9. März 2006 an die Vancouver Canucks ab. Nach 16 Partien für die Canucks erklärte er am 4. August 2006 seine Spielerkarriere für beendet. Zu Beginn der Spielzeit 2006/07 wurde er zunächst als Assistenztrainer bei den Portland Pirates aus der American Hockey League unter Kevin Dineen tätig und entschied sich im Januar 2007 als aktiver Spieler aufs Eis zurückzukehren, sodass der Verteidiger die Rolle als Spielertrainer in Portland innehatte. Diese Aufgaben füllte er bis zum Saisonende 2007/08 aus und Weinrich entschied seine Spielerkarriere endgültig zu beenden. Im August 2008 erhielt er einen Kontrakt als Assistenztrainer bei den Portland Pirates.

### International
Weinrich vertrat sein Heimatland sowohl im Junioren- als auch Seniorenbereich auf internationaler Bühne.
Erstmals spielte der Verteidiger bei der Junioren-Weltmeisterschaft 1985. Ebenso stand er ein Jahr später bei der Junioren-Weltmeisterschaft 1986 im Kader des US-Teams, das überraschend die Bronzemedaille gewann.
Für die Seniorenauswahl der Amerikaner trat Weinrich erstmals bei den Olympischen Winterspielen 1988 in Calgary im Kader, nachdem er sich über weite Teile der vorangegangenen Spielzeit in Diensten des Verbandes USA Hockey auf das Turnier vorbereitet hatte. Letztlich betritt er aber nur drei Partien im Turnierverlauf. Drei Jahre später absolvierte der Verteidiger gleich zwei internationale Wettbewerbe. Einerseits stand er bei der Weltmeisterschaft 1991 auf dem Eis und wenige Wochen später errang er mit den US-Boys die Silbermedaille beim prestigeträchtigen Canada Cup. Es folgte ein weiterer Auftritt bei der Weltmeisterschaft des Jahres 1993, der aber ebenso erfolglos war wie seine Teilnahmen an sämtlichen Welttitelkämpfen zwischen 1997 und 2002. Erst bei der Weltmeisterschaft 2004 konnte sich Weinrich abermals mit Edelmetall schmücken, diesmal gewann er Bronze. Seinen letzten internationalen Auftritt absolvierte er wenige Monate später beim World Cup of Hockey 2004.

## Erfolge und Auszeichnungen
| - 1987 Hockey East First All-Star Team - 1987 NCAA East Second All-American Team - 1990 AHL First All-Star Team | - 1990 Eddie Shore Award - 1991 NHL All-Rookie Team - 2015 Aufnahme in die AHL Hall of Fame |

### International
- 1986 Bronzemedaille bei der Junioren-Weltmeisterschaft
- 1991 Silbermedaille beim Canada Cup
- 2004 Bronzemedaille bei der Weltmeisterschaft

## Karrierestatistik

### International
Vertrat die USA bei:
| - Junioren-Weltmeisterschaft 1985 - Junioren-Weltmeisterschaft 1986 - Olympischen Winterspielen 1988 - Weltmeisterschaft 1991 - Canada Cup 1991 - Weltmeisterschaft 1993 - Weltmeisterschaft 1997 | - Weltmeisterschaft 1998 - Weltmeisterschaft 1999 - Weltmeisterschaft 2000 - Weltmeisterschaft 2001 - Weltmeisterschaft 2002 - Weltmeisterschaft 2004 - World Cup of Hockey 2004 |

(Legende zur Spielerstatistik: Sp oder GP = absolvierte Spiele; T oder G = erzielte Tore; V oder A = erzielte Assists; Pkt oder Pts = erzielte Scorerpunkte; SM oder PIM = erhaltene Strafminuten; +/− = Plus/Minus-Bilanz; PP = erzielte Überzahltore; SH = erzielte Unterzahltore; GW = erzielte Siegtore; 1 Play-downs/Relegation; Kursiv: Statistik nicht vollständig)